# Hippolyte Babou
Hippolyte Babou, né à Peyriac-Minervois le 24 février 1823 et mort le 16 octobre 1878 à Neuilly-sur-Seine, est un écrivain, éditeur et critique littéraire français.

## Biographie
Hippolyte Babou collabora à de nombreuses revues, comme La Revue contemporaine, l'Athénaeum français, et la Revue de Paris, sous le pseudonyme de « Camille Lorrain » et de « Jean-sans-Peur ». 
Il est connu pour avoir suggéré à Charles Baudelaire le titre des Fleurs du mal, dans les premiers mois de 1855, au café Lemblin. Il était aussi avec Charles Asselineau, Aurélien Scholl et Baudelaire un habitué du café Le Divan, situé au 3 de la rue Le Peletier.
Babou fut un proche collaborateur des éditeurs parisiens Poulet-Malassis et De Broise.
Au milieu du XIXe siècle, Hippolyte Babou est un auteur en vue. S'il excella dans la satire et la critique, Hippolyte Babou eut toutefois du mal à se faire reconnaitre comme écrivain. Languedocien, il refusa de s'établir dans une littérature spécifiquement régionaliste. Ce refus et son dédain du félibrige ne sont sans doute pas étrangers à sa mise à l'écart du milieu des lettres. « En tant que critique, Hippolyte Babou a la réputation d'être un assez mauvais coucheur. N'appartenant à aucune école (ce dont il faut le louer), il a eu plusieurs fois maille à partir tantôt avec les fantaisistes, tantôt avec les réalistes, un jour avec la Bohème, une autre fois avec l'Académie. N'importe, c'est un écrivain de race ; il aura sa place dès qu'il voudra se déranger pour la prendre » écrivit Charles Monselet dans La Lorgnette littéraire. Son plaidoyer pour « l'amitié littéraire » dans ses Lettres satiriques et critiques et son témoignage de critique sur les « arts latéraux », signalent l'originalité de son esprit.

## Œuvre
- Les Éphémérides de Molière, 1844
- La Vérité sur le cas de M. Champfleury, Poulet-Malassis et De Broise, 1857.
- Les Payens innocents, Poulet-Malassis et De Broise, 1858.
- « Le Président Charles de Brosses », préface et notes aux Lettres familières écrites d'Italie de Charles de Brosses, t. I, Poulet-Malassis et De Broise, 1858.
- Lettres satiriques et critiques, Poulet-Malassis et De Broise, 1860.
- Les Amoureux de Madame de Sévigné. Les femmes vertueuses du grand siècle, 1862.
- L'Homme à la lanterne, par Jean-sans-Peur, 1868.
- Montpensier, roi d'Espagne, 1868.
- Les Sensations d'un juré : vingt figures contemporaines[2], Alphonse Lemerre, 1875.
- « Une Paradisienne », in: La Vie à vapeur. Guide journal des Voyages. PLM, n° 1, 2 décembre 1876.
- Les Prisonniers du Deux-décembre, mes émotions, mes souvenirs, Paris, Ducaux, 1876, 194 p.
- Les Païens innocents, G. Charpentier, 1878, 294 p.
- Les Poëtes français. Recueil des chefs-d'œuvre de la Poésie française depuis les origines jusqu'à nos jours, 4 tomes, Maison Quantin, 1883.  (Il a notamment rédigé l'article sur l'abbé de Chaulieu)
- « Le curé de Minerve », in: Nouvelles du Minervois, anthologie, éditions Pimientos, 2007.